# Dacostaïta
La dacostaïta és un mineral de la classe dels fosfats. Rep el nom en honor d'Angelo Da Costa (1940–2022) un col·leccionista de minerals que va contribuir a l'exploració de diverses localitats mineralògiques, principalment al nord de la Toscana, on va descobrir alguns nous minerals.

## Característiques
La dacostaïta és un arsenat de fórmula química K(Mg₂Al)[Mg(H₂O)₆]₂(AsO₄)₂F₆·2H₂O. Va ser aprovada com a espècie vàlida per l'Associació Mineralògica Internacional en el mes de juliol de l'any 2024, i va ser publicada a la revista internacional European Journal of Mineralogy per Cristian Biagioni et al. en el mes de gener de 2025 amb el títol «Dacostaite, K(Mg₂Al)[Mg(H₂O)₆]₂(AsO₄)₂F₆·2H₂O, a new fluoride–arsenate mineral from the Cetine di Cotorniano Mine (Tuscany, Italy)». Cristal·litza en el sistema monoclínic.
L'exemplar que va servir per a determinar l'espècie, el que es coneix com a material tipus, es troba conservat a les col·leccions del Museu d'Història Natural de la Universitat de Pisa (Itàlia), amb el número de catàleg: 20073.

## Formació i jaciments
Va ser descoberta a la mina Cetine di Cotorniano, situada a la localitat de Chiusdino, a la província de Siena (Toscana, Itàlia), on es presenta en forma de cristalls micàcis prims pseudohexagonals, entre incolors i blancs,de fins a 0,5 mm de mida. Aquesta mina italiana és l'únic indret de tot el planeta on ha estat descrita aquesta espècie mineral.